# 메이제이 리
메이제이 리(본명: 이지현, 1989년 5월 17일 ~ )는 대한민국의 안무가로, 이전 원밀리언 소속이었으나 발 부상을 계기로 2019년에 활동을 중단하였다. 현재는 모티프 댄스를 창립하여 운영하고 있다고 한다.

## 이력
- 현 모티프 댄스 원장
- 현 XG 퍼포먼스 디렉터
- 전 원밀리언 소속
- Cj Ent 트레이너
- 한림연예예술고등학교 정규교사

## 소개
1989년 5월 17일 대한민국에서 출생했다.
초등학교 때 리듬체조를 시작하면서 처음 춤을 췄다. 평소에도 TV와 인터넷을 보면서 다양한 춤을 따라했고 학교 축제에서 공연도 하며 본인이 무대체질이라는 것을 알게 되었다.
백제예술대학 08학번으로 입학하면서부터 본격적으로 춤을 시작했고 Tappers라는 탭댄스 팀에 소속, 활동하며 탭댄스와 스트릿 댄스 등 다양한 장르를 섭렵하였다.
이후 원밀리언의 초기멤버로 합류하여 다양한 활동을 하였으나 2019년 경 족저근막염이 극도로 심해지면서 원밀리언 소속을 중단하였다고 한다. 후에 꾸준한 재활 치료와 관리로 2022년 모티프 댄스를 창립하여 댄서, 안무가,퍼포먼스 디렉터,연기자 등 다양한 활동을 이어가고 있다. 
2018년 Mnet의 PRODUCE 48에 댄스 트레이너로 출연하며 대중에게 인지도를 넓혔다.

## 방송 출연
- MBC 드라마 《빛과 그림자》 무용수 출연
- Mnet 《PRODUCE 48》 댄스 트레이너 출연

## 주요 창작안무
- 트와이스 - Knock Knock
- 트와이스 - One More Time
- 리얼 걸 프로젝트 - 핑퐁게임
- 플레이백 - Playback
- 박재범 - All I Wanna Do
- 헤이즈 - 널 너무 모르고
- 프로듀스48 - I AM
- 이홍기 - Pathfinders
- 효민 - 입꼬리
- XG - Tippy Toes

## 광고
- 말리
- 스타벅스 RTD
- 스타벅스 윈터프리퀀시
- 구미호 릴렉스 비어
- 스프라이트
- 제주관광공사 광고
- 나이키 X Women's Revolution
- 나이키 X 1Million
- 나이키 에어맥스
- Nike AirMax 댄스비디오
- 세이코
- 알리페이 TV
- TicTok 댄스비디오
- 현대자동차 벨로스터 광고
- FXC
- 하겐다즈